# كاريل إيتنج
كاريل إيتنج (بالهولندية: Carel Eiting)‏ (11 فبراير 1998 بأمستردام في هولندا - ) هو لاعب كرة قدم هولندي في مركز الوسط. يلعب مع أياكس أمستردام منذ 2016.

## وصلات خارجية
- كاريل إيتنج على موقع الاتحاد الأوربي (الإنجليزية)
- كاريل إيتنج على موقع قاعدة بيانات كرة القدم.إي يو (الإنجليزية)
- كاريل إيتنج على موقع Soccerway.com (الإنجليزية)
- كاريل إيتنج على موقع عالم كرة القدم.نت (الإنجليزية)